# Ernst von Bandel
Ernst von Bandel, né le 17 mai 1800 à Ansbach et mort le 25 septembre 1876 près de Donauworth, est un sculpteur et peintre et architecte allemand.

## Biographie

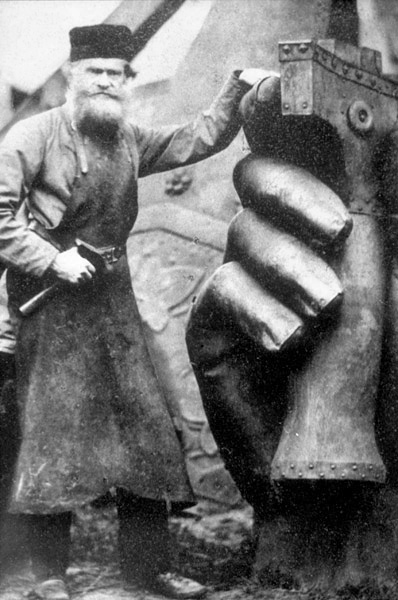
Ernst von Bandel vers 1870 travaillant sur le monument d'Hermann.

Ernst von Bandel naît le 17 mai 1800 à Ansbach.
Il est d'abord élève de l'architecte Karl von Fischer à Munich. Il entre à l'Académie des Beaux-Arts de la ville en 1820. Il s'adonne à la peinture à l'huile et à l'aquarelle sous la direction de Johann Peter von Langer, Carl Ernst Christoph Hess (de), Andreas Seidl (de), Joseph Hauber (de) et Moritz Kellerhoven (en). Tout en étudiant la couleur, il s'applique à modeler dans l'atelier du sculpteur Johann Nepomuk von Haller.
Il part vers 1825 pour l'Italie, où il se consacre entièrement à la sculpture. Vers 1827, de retour à Munich, il est employé à la cour de Louis Ier de Bavière et y travaille en collaboration avec Christian Daniel Rauch, Ludwig Schwanthaler et Rietschel. Il connaît aussi Berlin et Hanovre ; dans la dernière ville, il exécute des reliefs pour une salle et l'église du château. On le voit en Italie en 1838-1839, en 1844, et finalement en 1876. Il jouit aussi à son époque de la faveur du roi Maximilien Ier de Bavière. Il décore en 1821 les chambres de château de Munich.
En 1875 est achevé le Hermannsdenkmal, monument d'une cinquantaine de mètres de hauteur réalisé par l'architecte.
Il meurt le 25 septembre 1876 près de Donauwörth.
Le musée de Hanovre conserve de lui Mercure enfant trouvant la harpe.